# Картожинский, Оскар Моисеевич
Оскар Моисеевич Картожинский (псевдоним Оскар Норвежский; 26 февраля 1882, Любча Гродненской губернии - 28 июля 1933, Лос-Анджелес) - российский журналист и переводчик.

## Биография
Старший сын Мовши Янкель-Лейбовича Картожинского и Хаи.
Учился в инженерной школе в Саксонии, философском факультете Бернского университета. Работал в Лаборатории экспериментальной психологии В.-М. Вундта в Лейпциге. С 1907 года жил и работал в Санкт-Петербурге. Автор книг о литературе, переводил П.Альтенберга, Ф.Ведекинда , Г.Гофмансталя, А.Шницлера и других. Печатался в Приазовском крае, Южном обозрении, Раннем утре, других. Издавал Новые люди (1911). C 1914 жил в Америке, автор книг на идише.

## Избранное
- Литературные силуэты (СПб, 1910)
- Из Нью-Йорка (1911)

### Редактор
- Литературный календарь-альманах (1908, в 1909 вышел под заглавием Лит. ежегодник)
- Критики о критике (сборник, М., 1911)